# Joseph Conrad
Joseph Conrad (3 de desembre de 1857 – 3 d'agost de 1924) fou un escriptor de pares polonesos que el 1886 es va nacionalitzar anglès. Fou en llengua anglesa que escrigué les seves obres literàries. El seu nom anglès és una adaptació del seu nom original en polonès: Józef Teodor Konrad Korzeniowski. Va néixer el 3 de desembre de 1857 a Berdítxiv, a la regió ucraïnesa de Podòlia o Podíl·lia, que aleshores era part de l'Imperi Rus, però que havia pertangut un temps a Polònia (des de la seva annexió a l'Imperi polonès fins a la Segona partició del país), i va morir a Bishopsbourne, Kent, Anglaterra, el 3 d'agost de 1924. Va ser autor de novel·les i històries, moltes en entorns nàutics, que representaven crisis de la individualitat humana enmig del que ell veia com un món indiferent, impenetrable i amoral.
Conrad és considerat un impressionista literari per alguns i un modernista primerenc per altres, encara que les seves obres també contenen elements del realisme del segle xix. El seu estil narratiu i els seus personatges antiheroics, com Lord Jim per exemple, van influir en molts autors. Moltes pel·lícules dramàtiques han estat adaptades i inspirades en les seves obres. Alguns escriptors i crítics han assenyalat que les seves obres de ficció, escrites en gran part durant les dues primeres dècades del segle xx, semblen haver anticipat esdeveniments mundials posteriors.
Escrivint a l'auge de l'Imperi Britànic, Conrad es va inspirar en les vicissituds nacionals de la seva Polònia natal, dividida entre tres Imperis ocupants, i en les seves pròpies experiències a les marines mercants francesa i britànica, per crear contes i novel·les que reflecteixen aspectes d'un món dominat per Europa, que inclou l'Imperialisme i el colonialisme, i que exploren la psique humana en profunditat.

## Biografia
Nascut el 1857 a Berdítxiv, Józef Korzeniowski provenia del clan Nałęcz de la noblesa polonesa. El 1861 la seva família es va traslladar a Varsòvia. A l'octubre del mateix any, el seu pare Apollo Korzeniowski, que va participar en els preparatius de la insurrecció polonesa contra la Rússia tsarista, va ser arrestat i empresonat a la Ciutadella de Varsòvia, després condemnat a l'exili a Vólogda, després a Txerníhiv. La seva família el segueix. La mare de Józef va morir de tuberculosi l’abril 1865. Ell mateix, greument malalt, Apollo Korzeniowski va poder tornar a Polònia el 1868. Es va traslladar amb el seu fill a Lviv, després l'any següent a Cracòvia, però va morir el maig de 1869, deixant a Józef orfe a l'edat d'onze anys Aleshores va ser confiat al seu oncle matern, Tadeusz Bobrowski , que vivia a Cracòvia, i a qui va romandre molt lligat, mantenint-hi una correspondència regular fins a la seva mort el 1894.
Treballà durant molt de temps de mariner, i la seva relació amb el mar apareix reflectida sovint en els seus llibres. De la seva obra literària, destaquen títols com Lord Jim (1900), Nostromo (1904) i L'agent secret (1907), però sobretot El cor de les tenebres (1902), en què narra el replantejament dels propis valors per part d'un home en una cruïlla de la seva existència.
Aquesta obra de Conrad fou adaptada al cinema per Francis Ford Coppola (Apocalypse Now), que modificà la ubicació original de la història (l'Àfrica colonial del segle xix) pel Vietnam de la dècada dels 70, en plena guerra entre els americans i el Vietcong.

### Carrera marítima
Tant per motius de salut com perquè se sentia atret per la carrera marítima, Józef va marxar el 1874 cap a Marsella, on va pujar a un veler com a grum. Va fer així un aprenentatge a França durant gairebé quatre anys abans d'entrar a la marina mercant britànica, on hi va romandre durant més de setze anys. Va obtenir la seva llicència de capità de mar el 10 de novembre de 1886, va aconseguir la nacionalitat britànica el mateix any, sota el nom de Joseph Conrad i va començar a escriure. Conrad parla polonès, alemany, francès i anglès amb la mateixa facilitat; però decideix escriure en la llengua de la seva nova pàtria.
El 1887, després d'una estada a l'hospital de Singapur per una lesió al mar, Conrad es va embarcar al Vidar i va fer almenys quatre viatges a Borneo i es va quedar a Berau.
El 1888 es va embarcar al veler Otago que va ser el seu primer i únic comandament com a capità. El 1890, recomanat al capità Albert Thys, administrador de la Compagnie du Commerce et de l'Industrie du Congo, va marxar a treballar com a capità de vapor per a la Société du Haut-Congo oficiant a l'Estat Lliure del Congo. Va ser contractat per tres anys, però només va fer un viatge d'anada i tornada en vaixell de vapor entre Pool Malebo i Kisangani abans de ser repatriat a Europa per disenteria.
El 1891, després de l'hospitalització a Londres i la convalescència a Champel a Suïssa, s'embarca, el 19 novembre, com a company del clipper Torrens per a Austràlia. Després d'un segon viatge a Adelaida i una visita al seu oncle Tadeusz Bobrowski a Polònia, va ser retirat del Torrens i el novembre 1893 va pujar a bord del vapor Adowa, per al Canadà, amb escala a Rouen. Al gener de 1894, l’Adowa torna a Londres on Conrad desembarca. Aquest és el final de la seva carrera marítima.

### Carrera literària

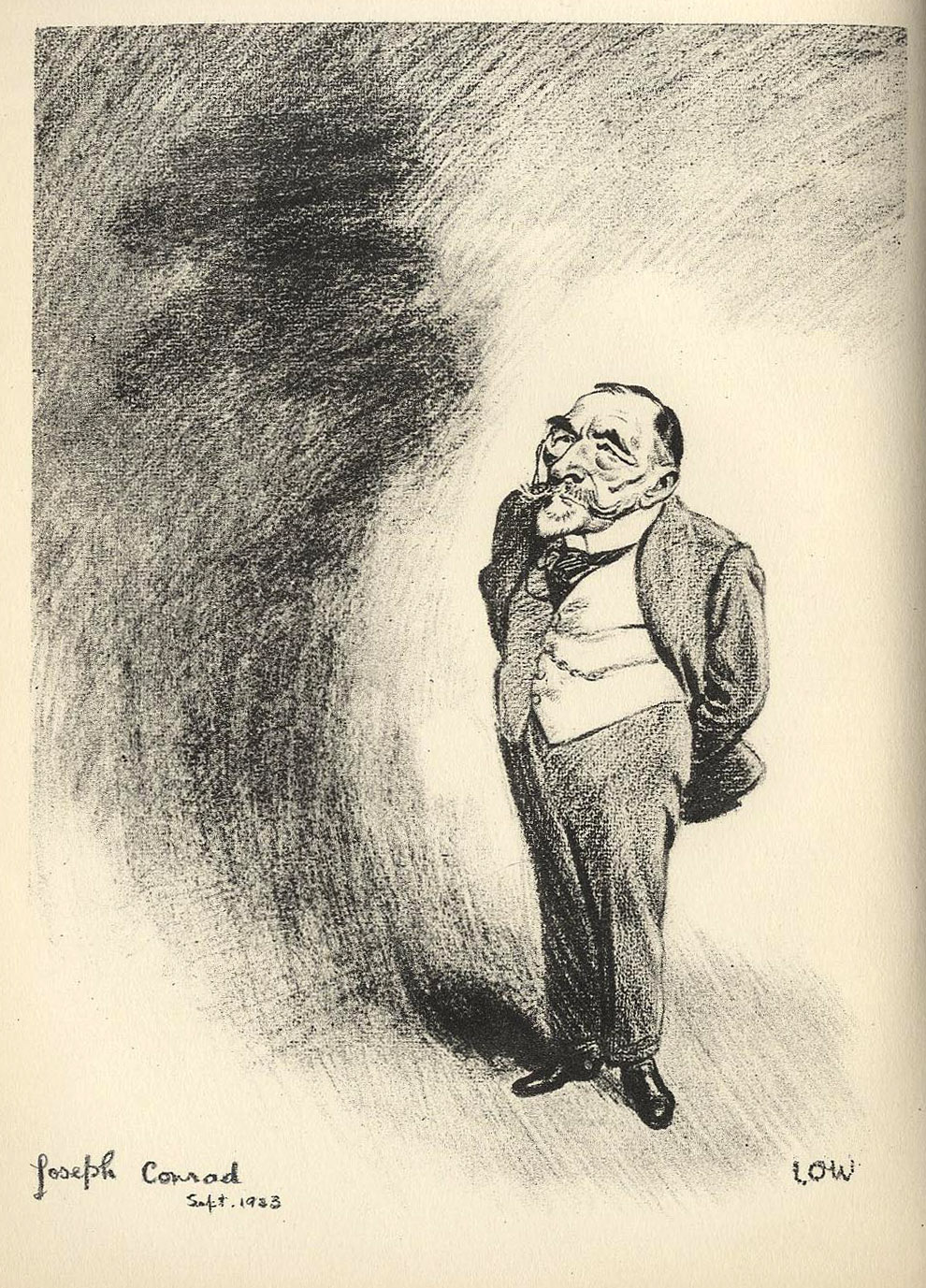
Caricatura de David Low, 1923.

Dedicant-se a partir d'aleshores a la seva obra literària, Conrad va completar La follia d'Almayer que va aparèixer l’abril 1895, va escriure An Outcast of the Islands publicat l’abril 1896. Desesperat de tornar a trobar ordre, va escriure a un amic «Només em queda la literatura com a mitjà d'existència» i declara clarament que escriu per diners... El mateix any, es casa amb Jessie George i es queda a la Bretanya de març a setembre -la vida és més barata a Lannion i Île-Grande que a Londres- i hi escriu uns quants dels seus textos. Tornat a Anglaterra, s'instal·là a Stanford-le-Hope, Essex, després, el març 1897, a Ivy Walls, Essex (publicació d'Elnegre de Narcis). El seu fill Boris (1898-1978), va néixer l'any 1898 (publicació del recull de contes Disquiet), i a l'octubre, la família Conrad es va traslladar a Pent Farm, Kent, una casa llogada per l'escriptor Ford Madox Ford.
L'agost de 1906, després del naixement del segon fill, John (1906-1982), els Conrad es van quedar a Montpeller, després a Ginebra. Va publicar el Mirall del mar.
El juny 1910, Conrad, que acabava de patir un greu atac de nervis, va marxar de casa seva a Aldington, Kent, on s'havia traslladat l'any anterior, a Capel House, una granja aïllada prop d'Ashford, al mateix comtat, durant gairebé deu anys. aquesta vegada. L’octubre 1911 va publicar Sota la mirada d'Occident.
L'any 1919, obligats a abandonar Capel House, els Conrad s'instal·len temporalment a Spring Grove (publicació de La fletxa d'or), després se'n van anar a viure a Oswalds on es va acabar la redacció de The Rescue. Per facilitar l'escriptura de L'ànima del guerrer, Jessie i Joseph Conrad van fer un viatge a Còrsega el gener 1921, després Conrad, en solitari, va fer una gira pels Estats Units el 1923 (publicació de la novel·la La natura d'un crim).
El 1924, després d'un atac de cor al juliol, Joseph Conrad va morir el 3 agost a Bishopsbourne. Va ser enterrat el 7 agost a Canterbury.
 Va ser l'any 1925 quan van aparèixer Tales of Hearsay i una novel·la inacabada, L'ànima del guerrer.

## Creació literària

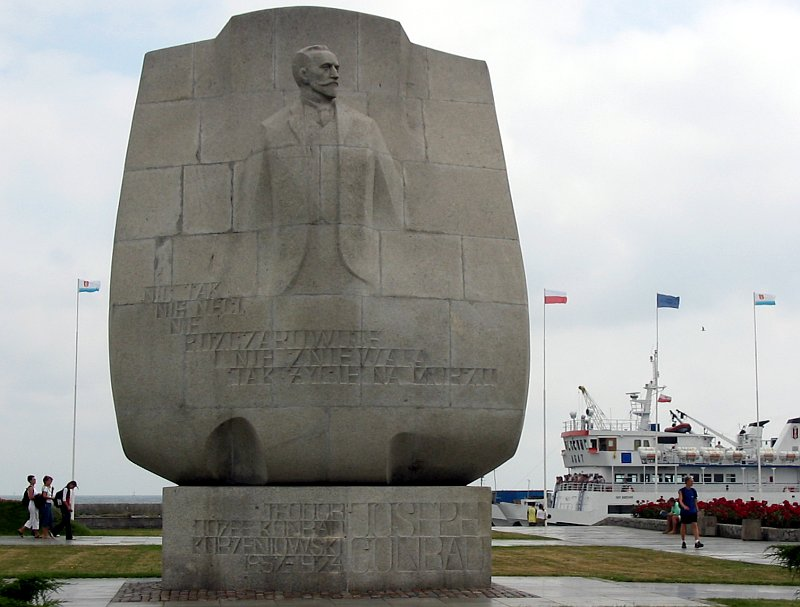
Escultura de Joseph Conrad a Gdynia, Polònia

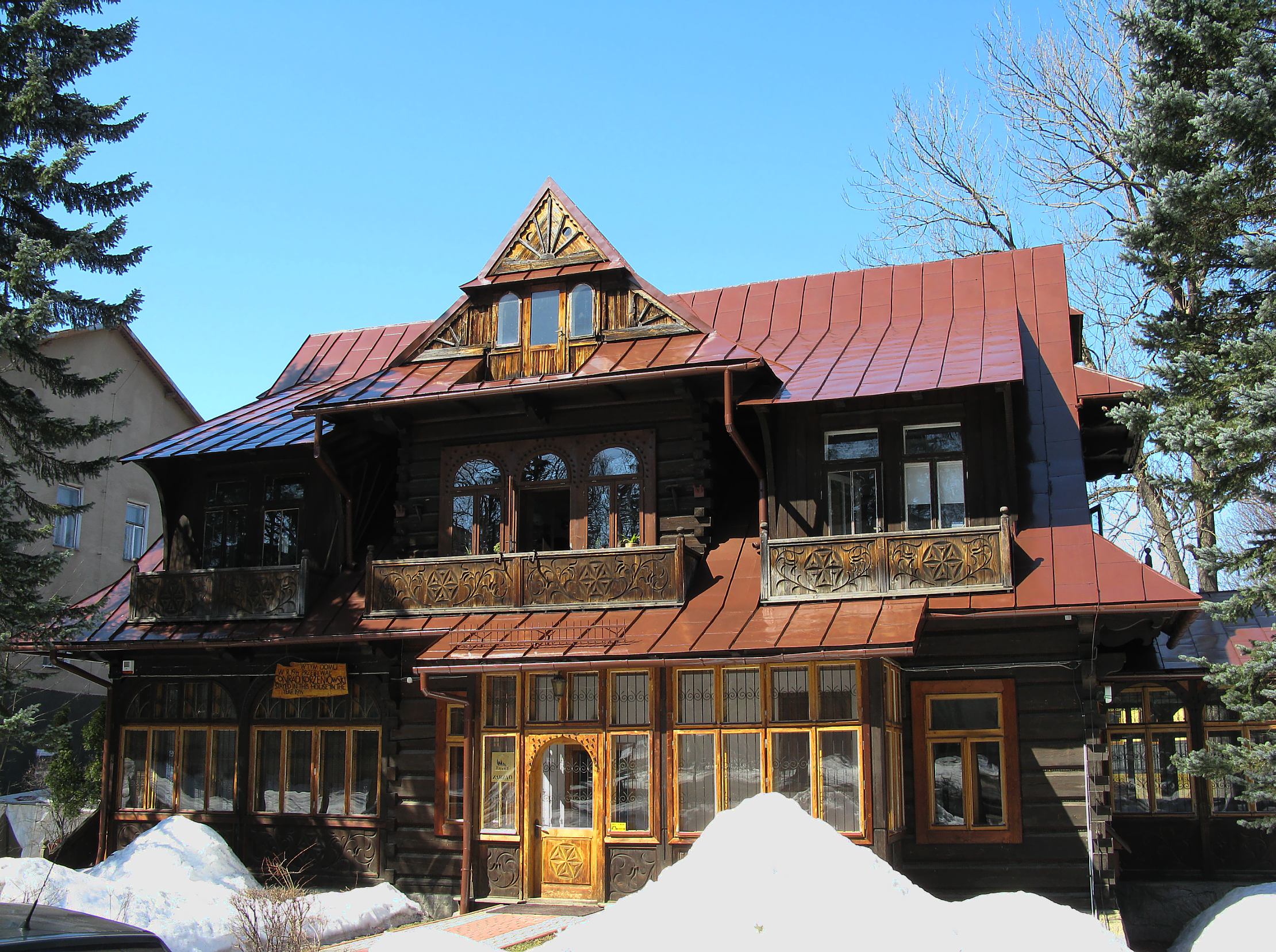
Vil·la Konstantynówka a Zakopane, lloc de residència de Joseph Conrad el 1914

Algunes de les seves obres s'han etiquetat com a romàntiques, tot i que Conrad sovint suavitza el romanticisme amb els canvis conflictius del realisme i l'ambigüitat moral de la vida moderna. Per aquesta raó, molts crítics l'han situat com a precursor del modernisme. Gran part de les obres de Conrad se centren en la vida dels mariners i en la mar.
La seva primera novel·la, La bogeria d'Almayer, una història de Malàisia, fou escrita en anglès el 1895. Cal recordar que la lingua franca d'aleshores era el francès, la tercera llengua de Conrad, després del polonès i el rus, així que és altament notori que Conrad pogués escriure tan fluidament en una quarta llengua.
La seva obra literària es troba entre la tradició literària clàssica d'escriptors com Charles Dickens i Fiódor Dostoievski i les escoles modernistes literàries. És interessant que Conrad menystingués Dostoievski i els escriptors russos per norma general, amb l'excepció d'Ivan Turguénev.
Joseph Conrad va morir d'un atac de cor el 1924 i va ser enterrat al cementiri de Canterbury amb tres errors en el seu nom a la tomba.
A la seva làpida, hi ha uns versos d'Edmund Spenser que diuen:
| «                | El somni rere l'esforç, rere la tempesta el port, el repòs rere la guerra, la mort rere la vida enormement complauen. | » |
| — Edmund Spenser | |   |

## Escrits
El 1895, va publicar el seu primer llibre, La follia d'Almayer, on va representar la perdició d'un occidental a Malàisia. A partir d'aleshores, altres llibres van aparèixer regularment, cada cop més remarcats pels estudiosos. Però Conrad només va experimentar l'èxit comercial tard, amb Chance el 1913, motiu pel qual sempre va tenir dificultats per entendre, probablement l'excessiva complexitat de la seva obra. Al llarg de la seva vida com a autor, va afirmar voler escriure per al públic en general, i va deixar una gran quantitat d'obres, com El negre del narcís, Lord Jim, Youth, El cor de les tenebres, Tifó, Nostromo, The Mirror of sea, Sota la mirada d'Occident, L’agent secret, Victòria.
De vegades ha estat classificat com l'autor de «novel·les marines», que seria tan restrictiu com per a Herman Melville amb el pretext que és més conegut per Moby Dick. De fet, Al cor de les tenebres, Lord Jim, Nostromo, L'agent secret, Sota la mirada d'Occident, Victòria, novel·les grans, fosques i profundes, no tenen lloc, o només poques vegades, al mar...
Alguns veuen Conrad com un precursor de l'existencialisme; els seus personatges són fal·libles, desencantats, però mai deixen d'enfrontar-se a la vida.
Conrad parla francès amb fluïdesa, amb accent de Marsella, a causa de la seva estada a la ciutat de Marsella. André Gide és el seu intercessor en el món literari francès i ell mateix tradueix Tifó. Anarquista, un dels contes de la col·lecció A set of six, té lloc a la Guaiana Francesa amb, com a protagonista, un jove parisenc.

## Evocació literària
A la seva obra biogràfica My Education - A Book of Dreams, l'escriptor William S. Burroughs recorda o somia el «pas de la tempesta», i cita un extracte: «...en tota aquesta tropa d'homes glaçats i famolencs, que esperaven cansats una mort violenta, no es va sentir ni una veu.; van romandre en silenci i foscament pensatius, escoltant les horribles imprecacions de la tempesta...» . En el mateix somni, llegeix Joventut.
Joseph Conrad també és esmentat a la novel·la Martin Eden de Jack London. Aquest últim s'hi al·ludeix transcrivint els pensaments del seu personatge principal, Martin, que lluita per ser publicat a les revistes locals: «Va comparar la seva història, encara amb prou feines esbossada, amb la de diversos escriptors mariners i va arribar a la conclusió que era infinitament superior a ells. Només Joseph Conrad, va murmurar, podia competir amb mi. I es va imaginar en Conrad donant-li la mà i dient: Ben fet, Martin Eden, ben fet!» (capítol 27).
En una carta del 3 d'agost de 1915 a Madeleine Pagès, Guillaume Apollinaire esmenta Joseph Conrad: «Actualment hi ha tres polonesos coneguts en la literatura i no escriuen en polonès. En Conrad a Anglaterra (té talent). Przybyzeswky a Alemanya. I jo a França».

### Literatura postcolonial
El treball de Conrad ha estimulat un debat substancial. El 1975, l'autor Chinua Achebe va publicar un article acusant l de racisme i deshumanització, mentre que altres estudiosos, com Adam Hochschild i Peter Edgerly Firchow, van refutar l'opinió d'Achebe.

## Novel·les
- La follia d'Almayer (Almayer's Folly: A Story of an Eastern River, traducció al català de J. Carner-Ribalta), (1895)
- El pària de les illes (An Outcast of the Islands, 1896)
- Un avenç del progrés (An Outpost of Progress), (1897)
- El negre del 'Narcís' (The Nigger of the "Narcissus": A Tale of the Sea), (1897)
- El cor de les tenebres (Heart of Darkness, 1899) (traduccions al català de: Elisenda Franquesa, 1985; Montserrat Vancells, 1985; i Yannick Garcia, 2017)
- Lord Jim (1900) (traducció al català d'Enric Roig)
- Els hereus (1901) amb Ford Madox Ford
- Tifó (Typhoon, començada el 1899 i publicada el 1902) (traducció al català de Ramon Folch i Camarasa, Laertes, Els Llibres de Glauco, 6, Barcelona, 1982)
- Amb la corda al coll (The End of the Tether,1902) (traducció al català de Marta Pera Cucurell)
- Romanç (1903) amb Ford Madox Ford
- Nostromo (1904) (traducció al català de Marta Pera Cucurell)
- Gaspar Ruiz (1906)
- El duel (1907)
- L'agent secret (1909) (traducció al català de Carles Miró, Adesiara, Martorell, 2024).
- Un somriure de la fortuna (1910)
- Freia, de les set illes (1910)
- Sota la mirada d'Occident (1911)
- Crònica personal (1912)
- Chance (Chance: A Tale in Two Parts, 1913)
- Victòria (1915)
- La línia d'ombra (The Shadow Line: A Confession, 1917)
- La fletxa d'or (1919)
- El rescat (1920)
- La natura d'un crim (1923) amb Ford Madox Ford
- El pirata (1923)
- El mirall del mar
- L'ànima del guerrer (1925)

### Col·leccions de novel·les curtes
- 1898: Tales of Unrest
- 1902: Joventut i altres històries (Youth amb, particulment El cor de les tenebres publicat el 1899)
- 1908: A Set of Six (Sis històries curtes que són, en particular, The Duel, que va inspirar la pel·lícula de Ridley Scott, Els duelistes)
- 1912: Twixt Terra i Mar
- 1915: Entre les marees
- 1925: Tales of Hearsay (Last Tales)

### Textos
- 1915: Polònia Revisited (Tornar a Polònia)
- 1925: The Congo Diary

### Memòries
- 1906: El mirall del mar
- 1912: Algunes reminiscències

## Biografies de Joseph Conrad
- 1914: Joseph Conrad, un estudi, de Richard Curle
- 1916: Joseph Conrad, de Hugh Walpole
- 1922: Joseph Conrad i el seu realisme romàntic, de Ruth M. Sauvefer
- 1923: Joseph Conrad, una apreciació, per E. Tornar
- 1924: Joseph Conrad, de G. de Voisins (n 1 de març er la Revista de París)
- 1924: NRF, número de desembre de 1924 dedicat a Joseph Conrad
- 1926: Joseph Conrad al Congo, de G. Jean-Aubry (Boston, Little, Brown)
- 1927: Joseph Conrad Vida i lletres, de G. Jean-Aubry (2 volums, Garden City, Nova York, Doubleday, Page)
- 1929: Joseph Conrad, l'home i l'obra, de Maurice David (Editions de la Nouvelle Revue Critique)
- 1947: La vida de Conrad, de G. Jean-Aubry (Gallimard)
- 1968: The Sea Years of Joseph Conrad, de Jerry Allen (Denoël)
- 1987 Joseph Conrad, Tres vides, de Frederik R. Karl traduït de l'anglès per Philippe Mikriammos (Éditions Mazarine)
- 1992: Joseph Conrad, Biografia, de Zdzisław Najder traduït de l'anglès per Christiane Cozzolino i Dominique Bellion (Editions Criterion)
- 2001: Joseph Conrad, a Biography, de Jeffrey Meyer (Cooper Square Press)
- 2003: Conrad, l'estrany benefactor, d'Alain Dugrand (Fayard)
- 2003: Joseph Conrad i el continent, de Claudine Lesage (Houdiard)
- 2011 Conrad, el viatger de la inquietud, d’Olivier Weber (Arthaud-Flammarion)
- 2013: A la vora del mar violeta, d'Alain Jaubert, Gallimard (biografies paral·leles de Conrad i Rimbaud)
- 2016: The Mall of Joseph Conrad, de Dario Pontuale, Zeraq, Bordeus
- 2020: El món segons Joseph Conrad, de Maya Jasanoff, Albin Michel

## Bibliografiа addicional
- Gérard Jean-Aubry, Vie de Conrad (Life of Conrad – the authorised biography), Gallimard, 1947, translated by Helen Sebba as The Sea Dreamer: A Definitive Biography of Joseph Conrad, New York, Doubleday & Co., 1957. Magill, Frank; Kohler, Dayton. Salem Press. Masterplots, 1968, p. 236.
- Richard Curle, Joseph Conrad: A Study, New York, Doubleday, Page & Company, 1914.
- Peter Edgerly Firchow, Envisioning Africa: Racism and Imperialism in Conrad's Heart of Darkness, University Press of Kentucky, 2000.
- Leo Gurko, Joseph Conrad: Giant in Exile, New York, The MacMillan Company, 1962.
- Robert Hampson, Cross-Cultural Encounters in Joseph Conrad's Malay Fiction, Palgrave, 2000.
- Adam Hochschild, "Stranger in Strange Lands: Joseph Conrad lived in a far wider world than even the greatest of his contemporaries" (a review of Maya Jasanoff, The Dawn Watch: Joseph Conrad in a Global World, Penguin), Foreign Affairs, vol. 97, no. 2 (March / abril 2018), pàgines 150–55.
- Najder, Zdzisław. Cambridge University Press. Conrad under Familial Eyes, 1984. ISBN 978-0-521-25082-5..
- Zdzisław Najder, "Korzeniowski, Józef Teodor Konrad", Polski Słownik Biograficzny, tom (vol.) XIV (Kopernicki, Izydor – Kozłowska, Maria), Wrocław, Zakład Narodowy Imienia Ossolińskich, Wydawnictwo Polskiej Akademii Nauk, 1968–1969, pàgines 173–76.
- Joseph Retinger, Conrad and His Contemporaries, London: Minerva, 1941; New York: Roy, 1942.
- Leo Robson, "The Mariner's Prayer: Was Joseph Conrad right to think that everyone was getting him wrong? Conrad mined his life for material, but chafed at being called a 'writer of the sea'", The New Yorker, 20 novembre 2017, pàgines 91–97.
- Said, Edward W. Harvard University Press. Joseph Conrad and the Fiction of Autobiography, 1966..
- T. Scovel, A Time to Speak: a Psycholinguistic Inquiry into the Critical Period for Human Speech, Cambridge, Massachusetts, Newbury House, 1988.
- Cambridge University Press. The Cambridge Companion to Joseph Conrad, 2006..
- J. I. M. Stewart, Joseph Conrad, New York, Dodd, Mead & Company, 1968.
- Colm Tóibín, "The Heart of Conrad" (review of Maya Jasanoff, The Dawn Watch: Joseph Conrad in a Global World, Penguin, 375 pàgines ), The New York Review of Books, vol. LXV, no. 3 (22 febrer 2018), pàgines 8–11.
- Krystyna Tokarzówna, Stanisław Fita (Zygmunt Szweykowski, ed.), Bolesław Prus, 1847–1912: Kalendarz życia i twórczości (Bolesław Prus, 1847–1912: a Calendar of His Life and Work), Warsaw, Państwowy Instytut Wydawniczy, 1969.
- Watt, Ian. Cambridge University Press. Essays on Conrad, 2000. ISBN 978-0-521-78387-3.
- Olivier Weber, Conrad, Arthaud-Flammarion, 2011.
- Wise, T.J.. Printed for Private Circulation Only By Richard Clay & Sons, Ltd. A Bibliography of the Writings of Joseph Conrad (1895–1920), 1920.
- Morton Dauwen Zabel, "Conrad, Joseph" Encyclopedia Americana, 1986. ISBN 978-0-7172-0117-4., vol. 7, pàgines 606–07.
- H.S. Zins, "Joseph Conrad and British Critics of Colonialism", Pula, vol. 12, nos. 1 & 2, 1998.